# Иванчицы (Ровненская область)
Иванчицы (укр. Іванчиці) — село в Заречненской поселковой общине Варашского района Ровненской области Украины.
До 2020 года входило в Заречненский район.
Население по переписи 2001 года составляло 854 человека. Почтовый индекс — 34009. Телефонный код — 3632. Код КОАТУУ — 5622255101.